# Ursula den Tex
Jkvr. Jacoba Ursula (Ursula) den Tex (Bloemendaal, 18 december 1933) is journaliste en publiciste.

## Familie
Den Tex is een lid van het geslacht Den Tex en een dochter van burgemeester jhr. mr. Cornelis Jacob Arnold den Tex (1889-1965) en Anna Cornelia barones Bentinck (1902-1989). Ze is de laatste telg van de adellijke tak van de familie.

## Leven en werk
Den Tex begon haar loopbaan in 1959 als illustratrice van jeugdboeken. Daarna begon ze te werken voor de Partij van de Arbeid alvorens ze als journaliste bij Vrij Nederland ging werken waar ze als redacteur in 1996 met de VUT ging.
In 1980 verscheen De val van de Rode Burcht. Opkomst en ondergang van een krantenbedrijf, waarvan zij co-auteur was en dat de geschiedenis van Het Vrije Volk beschrijft. In 1995 verscheen van haar hand over haar 'eigen' tijdschrift: Fotografen, journalisten. De fotogeschiedenis van Vrij Nederland 1966-1990.
Daarna begon Den Tex zich te verdiepen in het familiearchief en haar familie. Dit resulteerde in de biografie van haar moeder: Anna baronesse Bentinck, 1902-1989. Een vrouw van stand, gepubliceerd in 2003. Ze zette haar familieonderzoek voort en publiceerde in 2009 Erfgenamen. Het verhaal van een Nederlandse familie van aanzien en vermogen dat zowel de adellijke als de patricische tak behandelt.